# Battaglia di Pelusio (525 a.C.)
La battaglia di Pelusio (525 a.C.) venne combattuta tra i Persiani, guidati dal re Cambise II, e gli Egiziani condotti dal faraone Psammetico III, il quale era appena succeduto al padre Amasis, che aveva già iniziato ad organizzare la resistenza contro l'invasore persiano.

## Cause della battaglia
L'impero Persiano si era messo in luce come la nuova potenza egemone del Medio Oriente dopo la conquista di Babilonia, fino ad allora dominatrice della Mesopotamia. L'Egitto rimaneva sullo scenario internazionale come l'ultima grande nazione in grado di rivaleggiare con gli Achemenidi per il possesso delle regioni medio-orientali, sebbene non fosse più - ormai da diversi secoli - una potenza regionale, essendo stata definitivamente estromessa dallo scenario mediorientale già dall'invasione degli Assiri del 671 a.C., e relegato definitivamente nella Valle del Nilo, in àmbito locale, dopo la sconfitta patita nella battaglia di Carchemish nel 609 a.C. contro i Caldei di Babilonia. La sua conquista avrebbe comportato enormi vantaggi strategici, oltre che economici, per i Persiani. Fu il figlio di Ciro il Grande, Cambise II ad occuparsi di organizzare la spedizione.

## Fonti
Le informazioni più antiche ci provengono da Erodoto, il quale però non approfondisce le modalità del combattimento, dilungandosi invece sugli antefatti. Più significative invece le informazioni forniteci dallo storico greco Ctesia di Cnido.

## Prima della battaglia
Erodoto ci informa a proposito del tradimento commesso da parte del mercenario ionico Fane di Alicarnasso, il quale riuscì a fuggire da Amasi per diventare un informatore del Gran Re persiano. Sarebbe stato lo stesso Fane a suggerire a Cambise un accordo con gli Arabi in modo da poter transitare verso l'Egitto attraverso la terraferma.
Gli abitanti di Cipro accettarono di allearsi con i Persiani e lo stesso fecero i fenici, che costituivano un prezioso alleato per via della loro abilità navale.
Prima dell'avvento dell'impero persiano, esisteva un equilibrio di potenze ed alleanze tra l'impero dei Medi (assoggettato nella tarda primavera del 550 a.C. dai Persiani), l'impero neobabilonese (a sua volta travolto il 16 ottobre 538 a.C.), il regno di Lidia (caduto a fine dicembre 547 a.C.), Sparta e l'Egitto.
I Persiani sfruttarono le divisioni e le rivalità mai sopite tra Babilonesi e Lidi per sconfiggere questi ultimi e la voglia di rivincita degli Egizi contro i Caldei per far crollare Babilonia. Il tutto condito dal disinteresse di Sparta che - erroneamente - pensava di sentirsi al sicuro vista la distanza dal teatro di guerra mediorientale. Nel 519 a.C. il re persiano Dario I inviò in incognito in Grecia, in Macedonia, in Epiro ed addirittura in Magna Grecia agenti segreti per spiare la forza militare greca in vista di una futura annessione all'Impero Persiano.

## La battaglia
Pelusio (gr. Πηλούσιον) era un posto di guardia alla frontiera dell'Egitto antico, sulla via di Siria. La cittadella fortificata era stata in un'ansa del ramo orientale del Delta del Nilo ("Ostium Pelusiacum"), oggigiorno interrato e corrisponde all'attuale cittadina di Tell el-Farama, a circa 30 km a sud-est della moderna Porto Said.
I Persiani, stando a quanto narrato da Erodoto, scesero con un'armata dalla Fenicia (attuale Libano), seguendo la litoranea del Mar Mediterraneo e posero l'assedio alla città palestinese di Gaza, l'unica città della Palestina rimasta in mano egiziana dopo la sconfitta patita a Carchemish ad opera di Nabucodonosor nel 609 a.C.. Gli Egizi, coadiuvati da un robusto contingente di mercenari Greci di stanza a Naucrati si trincerarono a Pelusio per sbarrare agl'invasori l'accesso al Basso Egitto. Ma - così facendo - dettero ai Persiani l'occasione di sferrare un attacco a sorpresa alle retrovie egiziane, in quanto l'armata che stava assediando Gaza fungeva da esca per attirare gli Egizi proprio lontano dal Sinai, ove penetrò la parte più consistente delle truppe persiane, per poi attestarsi sul Wadi el Arish.
I Persiani giunsero nei pressi della città fortificata di Pelusio verso il maggio del 525 a.C. Oltre a Fane, anche Policrate, il tiranno di Samo, decise di schierarsi con Cambise tradendo l'alleanza con Amasi; tuttavia il contingente ionico (composto da 40 navi) rifiutò di prendere parte all'impresa.
Lo scontro fu assai violento, e molto probabilmente, l'inesperienza di Psammetico (faraone da alcuni mesi soltanto e poco più che adolescente) si rivelò decisiva: il numero di perdite subite dagli Egiziani, secondo Ctesia, fu di ben 50 000 uomini a fronte di 7 000 caduti tra le file persiane. I pochi superstiti dell'esercito del faraone fuggirono disordinatamente a Menfi.
Secondo una leggenda diffusa, ma di origine tarda (risale a Polieno, autore macedone del II secolo), la vittoria persiana a Pelusio fu dovuta semplicemente all'astuzia di Cambise. 
Sapendo che per gli Egizi i gatti erano sacri, egli fece legare alcuni felini agli scudi dei propri soldati; gli Egiziani, vedendo tale fatto dalle mura, si rifiutarono di combattere e si arresero. È da rilevare tuttavia come lo storico Erodoto, sempre pronto a riferire aneddoti pittoreschi, non faccia il ben che minimo accenno alla vicenda.

### Il resoconto di Erodoto
Presso il luogo della battaglia, racconta Erodoto, sorgevano due tumuli per i caduti di entrambe le parti. La notizia serve allo storico greco per raccontare un fatto curioso, cioè che il cranio degli Egizi sarebbe molto più resistente di quello dei Persiani in quanto, spiega lo stesso Erodoto, questi ultimi erano soliti coprire il capo con la tiara fin da piccoli.

## Sviluppi successivi
I Persiani inseguirono gli Egiziani fino alla città di Menfi, ponendola sotto assedio. La resistenza fu però effimera e i Persiani entrarono in città catturando il faraone Psammetico. Pare che 2 000 mercenari di Mitilene, alleati del Gran Re, penetrarono attraverso il Nilo nella città, ma furono massacrati; ciò provocò una dura repressione da parte di Cambise II.
Il faraone decaduto fu risparmiato, ma perse ogni potere e venne sostituito da un satrapo persiano, tale Aryandes. In seguito a un tentativo di congiura, Psammetico venne condannato a morte. Con lui si concludeva la XXVI dinastia.
Secondo il filosofo Giamblico, Cambise fece arrestare anche il celebre matematico e filosofo Pitagora, all'epoca residente in Egitto, e lo fece condurre a Babilonia ove rimase per circa 5 anni.
Resisteva unicamente un'armata egizia stanziata presso l'oasi di Siwa, ove si collocava un celebre tempio dedicato al dio solare Amon. Secondo Erodoto, Cambise, completato l'assoggettamento dell'Egitto, nel 524 a.C. organizzò un'imponente armata per debellare quel centro di resistenza, ma l'intera armata persiana scomparve nel deserto occidentale, dando origine alla leggendaria "armata perduta di Cambise".